# Kupa e Shqipërisë 2016-2017
La Kupa e Shqipërisë 2016-2017 è stata la 65ª edizione della coppa nazionale albanese. Il torneo è cominciato il 25 settembre 2016 e si è concluso il 31 maggio 2017 con la vittoria del Tirana.

## Formula
La competizione si svolge in turni ad eliminazione diretta con partite di andata e ritorno, tranne il turno preliminare che si gioca in partita unica. La squadra vincitrice si qualifica alla UEFA Europa League 2017-2018.

## Turno preliminare
| 25 settembre 2016 |             |                  |
| Butrinti          | 4 – 3 (dts) | Naftetari Kucove |
| Ada               | 0 – 3       | Kevitan          |

## Primo turno
| Squadra 1                          | Totale | Squadra 2      | Andata | Ritorno     |
| ---------------------------------- | ------ | -------------- | ------ | ----------- |
| 28 settembre 2016 / 5 ottobre 2016 |        |                |        |             |
| Laçi                               | 5 - 0  | Turbina Cërrik | 2 - 0  | 3 - 0       |
| Korabi                             | 1 - 3  | Kamza          | 1 - 1  | 0 - 2       |
| Skënderbeu                         | 9 - 1  | Butrinti       | 1 - 1  | 8 - 0       |
| Kukësi                             | 4 - 0  | Tomori         | 3 - 0  | 1 - 0       |
| Tirana                             | 8 - 1  | Sopoti         | 1 - 1  | 7 - 0       |
| Bylis Ballsh                       | 7 - 1  | Shkumbini      | 3 - 1  | 4 - 0       |
| Luftëtari                          | 3 - 2  | Elbasani       | 1 - 0  | 2 - 2       |
| Pogradeci                          | 2 - 3  | Dinamo Tirana  | 1 - 2  | 1 - 1       |
| Apolonia Fier                      | 4 - 1  | Lushnja        | 3 - 1  | 1 - 0       |
| Teuta                              | 2 - 0  | Shënkolli      | 0 - 0  | 2 - 0       |
| Flamurtari Valona                  | 6 - 1  | Iliria         | 0 - 1  | 6 - 0       |
| Tërbuni Pukë                       | 5 - 2  | Besa Kavajë    | 1 - 1  | 4 - 1 (dts) |
| Kastrioti                          | 5 - 4  | Burreli        | 1 - 3  | 4 - 1       |
| Besëlidhja                         | 5 - 3  | Erzeni         | 3 - 1  | 2 - 2       |
| Vllaznia                           | 7 - 0  | Adriatiku      | 3 - 0  | 4 - 0       |
| 28 settembre 2016 / 6 ottobre 2016 |        |                |        |             |
| Partizani Tirana                   | 9 - 1  | Kevitan        | 5 - 1  | 4 - 0       |

## Secondo turno
| Squadra 1                          | Totale | Squadra 2     | Andata | Ritorno |
| ---------------------------------- | ------ | ------------- | ------ | ------- |
| 26 ottobre 2016 / 16 novembre 2016 |        |               |        |         |
| Skënderbeu                         | 4 - 2  | Apolonia Fier | 1 - 2  | 3 - 0   |
| Kukësi                             | 2 - 0  | Dinamo Tirana | 2 - 0  | 0 - 0   |
| Tirana                             | 5 - 1  | Luftëtari     | 4 - 1  | 1 - 0   |
| Laçi                               | 4 - 1  | Bylis Ballsh  | 1 - 1  | 3 - 0   |
| Partizani Tirana                   | 1 - 2  | Besëlidhja    | 0 - 1  | 1 - 1   |
| Teuta                              | 4 - 3  | Kastrioti     | 1 - 2  | 3 - 1   |
| Vllaznia                           | 8 - 0  | Kamza         | 2 - 0  | 6 - 0   |
| Flamurtari Valona                  | 5 - 3  | Tërbuni Pukë  | 3 - 3  | 2 - 0   |

## Quarti di Finale
| Squadra 1                          | Totale | Squadra 2  | Andata | Ritorno |
| ---------------------------------- | ------ | ---------- | ------ | ------- |
| 1 febbraio 2017 / 15 febbraio 2017 |        |            |        |         |
| Laçi                               | 1-2    | Skënderbeu | 1-1    | 0-1     |
| Tirana                             | 2-1    | Kukësi     | 2-1    | 0-0     |
| Flamurtari Valona                  | 2-1    | Besëlidhja | 1-2    | 0-0     |
| Vllaznia                           | 1-2    | Teuta      | 1-0    | 0-2     |

## Semifinali
| Squadra 1                      | Totale | Squadra 2 | Andata | Ritorno |
| ------------------------------ | ------ | --------- | ------ | ------- |
| 5 aprile 2017 / 19 aprile 2017 |        |           |        |         |
| Besëlidhja                     | 1-3    | Tirana    | 1-1    | 0 - 2   |
| Skënderbeu                     | 2-0    | Teuta     | 1-0    | 1 - 0   |

## Finale
| Arbitro: | Kridens Meta |

|           |           |                                         |
| Radaš 86’ | Marcatori | 20’ Edeh 102’ Moïse 112’ (rig.) Ndockyt |